# Tomáš Verner
Tomáš Verner (Písek, 3 giugno 1986) è un ex pattinatore artistico su ghiaccio ceco, campione europeo nel 2008, argento nel 2007 e bronzo nel 2011 sempre ai Campionati europei e 7 volte campione nazionale ceco.
Vanta inoltre due quarti posti ai Campionati mondiali nel 2007 e nel 2009.

## Palmarès
| Internazionali                                                                                 | Internazionali | Internazionali | Internazionali | Internazionali | Internazionali | Internazionali | Internazionali | Internazionali | Internazionali | Internazionali | Internazionali | Internazionali | Internazionali | Internazionali | Internazionali | Internazionali |
| Evento                                                                                         | 1999–00        | 2000–01        | 2001–02        | 2002–03        | 2003–04        | 2004–05        | 2005–06        | 2006–07        | 2007–08        | 2008–09        | 2009–10        | 2010–11        | 2011–12        | 2012–13        | 2013–14        | 2013–14        |
| ---------------------------------------------------------------------------------------------- | -------------- | -------------- | -------------- | -------------- | -------------- | -------------- | -------------- | -------------- | -------------- | -------------- | -------------- | -------------- | -------------- | -------------- | -------------- | -------------- |
| Giochi olimpici invernali                                                                      |                |                |                |                |                |                | 18°            |                |                |                | 19°            |                |                |                | 11°            |                |
| Campionati mondiali                                                                            |                |                | 26°            | 22°            | 19°            | 16° Q          | 13°            | 4°             | 15°            | 4°             |                | 12°            | 16°            | 21°            | 10°            |                |
| Campionatieuropei                                                                              |                |                | 14°            | R              | 10°            |                | 10°            | 2°             | 1°             | 6°             | 10°            | 3°             | 5°             | 11°            | 7°             |                |
| GP Finale                                                                                      |                |                |                |                |                |                |                |                |                | 4°             | 6°             | 5°             |                |                |                |                |
| GP Trophée Eric Bompard                                                                        |                |                |                |                |                |                |                |                | 6°             |                | 2°             |                |                | 8°             |                |                |
| GP Cup of China                                                                                |                |                |                |                |                |                |                |                |                | 3°             |                | 3°             |                |                |                |                |
| GP Rostelecom Cup                                                                              |                |                |                |                |                |                |                | 4°             |                | 2°             |                | 1°             | R              |                |                |                |
| GP NHK Trophy                                                                                  |                |                |                |                |                |                |                |                | 2°             |                |                |                | 5°             |                |                |                |
| GP Skate America                                                                               |                |                |                |                |                |                |                |                |                |                | 5°             |                |                | 8°             |                |                |
| GP Skate Canada                                                                                |                |                |                |                |                |                |                | 5°             |                |                |                |                |                |                |                |                |
| Bofrost Cup                                                                                    |                |                |                |                | 6°             |                |                |                |                |                |                |                |                |                |                |                |
| Cup of Nice                                                                                    |                |                |                |                |                |                |                |                |                |                |                |                |                |                | 1°             |                |
| Finlandia Trophy                                                                               |                |                |                |                |                | 6°             |                |                | 1°             |                |                |                |                |                |                |                |
| Ice Challenge                                                                                  |                |                |                |                |                |                |                |                |                |                | 1°             |                |                |                |                |                |
| Karl Schäfer Memorial                                                                          |                |                | 9°             | 11°            |                |                | 1°             | 2              |                | 3°             |                |                |                |                |                |                |
| Nebelhorn Trophy                                                                               |                |                | 15°            | 11°            |                |                | 3°             | 1°             | 3°             | 4°             |                |                |                | 6°             |                |                |
| Ondrej Nepela Trophy                                                                           |                |                |                |                |                |                | 3°             |                |                |                |                |                |                | 3°             | 1°             |                |
| Internazionali: Junior                                                                         |                |                |                |                |                |                |                |                |                |                |                |                |                |                |                |                |
| Campionati mondiali                                                                            |                | 17°            |                |                | 14°            |                |                |                |                |                |                |                |                |                |                |                |
| JGP Finale                                                                                     |                |                |                | 7°             | 6°             |                |                |                |                |                |                |                |                |                |                |                |
| JGP Bulgaria                                                                                   |                |                |                |                | 2°             |                |                |                |                |                |                |                |                |                |                |                |
| JGP Croazia                                                                                    | 14°            |                |                |                |                |                |                |                |                |                |                |                |                |                |                |                |
| JGP Repubblica ceca                                                                            | 17°            | 15°            | 10°            |                | 1°             |                |                |                |                |                |                |                |                |                |                |                |
| JGP Germania                                                                                   |                |                |                | 2°             |                |                |                |                |                |                |                |                |                |                |                |                |
| JGP Italia                                                                                     |                |                |                | 5°             |                |                |                |                |                |                |                |                |                |                |                |                |
| JGP Paesi Bassi                                                                                |                |                | 4°             |                |                |                |                |                |                |                |                |                |                |                |                |                |
| JGP Polonia                                                                                    |                | 11°            |                |                |                |                |                |                |                |                |                |                |                |                |                |                |
| Paekdusan Prize                                                                                |                | 4°             |                |                |                |                |                |                |                |                |                |                |                |                |                |                |
| Nazionali                                                                                      |                |                |                |                |                |                |                |                |                |                |                |                |                |                |                |                |
| Campionati della Repubblica Ceca                                                               | 2° J           | 2°             | 1°             | 1°             | 1°             |                | 1°             | 1°             | 1°             |                | 2°             | 1°             | 1°             | 1°             | 1°             |                |
| Eventi a squadre                                                                               |                |                |                |                |                |                |                |                |                |                |                |                |                |                |                |                |
| Japan Open                                                                                     |                |                |                |                |                |                |                |                |                |                |                |                |                |                |                | 1° S 4° P      |
| GP = Grand Prix; JGP = Junior Grand Prix J = Junior; R = Ritirato; Q = Turno di qualificazione |                |                |                |                |                |                |                |                |                |                |                |                |                |                |                |                |